# Saladillo (município)
Saladillo é um partido da província de Buenos Aires, na Argentina. Possuía, de acordo com estimativa de 2019, 34.985 habitantes.